# Puchar Świata w Zapasach 2005 – styl wolny mężczyzn
Zawody Pucharu Świata w 2005 roku w stylu wolnym mężczyzn odbyły się pomiędzy 12 i 13 marca w Taszkencie w Uzbekistanie.

## Ostateczna kolejność drużynowa
| Poz. | Państwo           |
| ---- | ----------------- |
|      | Kuba              |
|      | Ukraina           |
|      | Rosja             |
| 4.   | Stany Zjednoczone |
| 5.   | Uzbekistan        |
| 6.   | Iran              |

## Wyniki

### Mecze
- Kuba -  Ukraina 20-8
- Kuba -  Stany Zjednoczone 15-11
- Kuba -  Rosja 15-9
- Kuba -  Iran 19-8
- Kuba -  Uzbekistan 22-5
- Stany Zjednoczone -  Ukraina 11-15
- Stany Zjednoczone -  Rosja 12-15
- Stany Zjednoczone -  Iran 14-11
- Stany Zjednoczone -  Uzbekistan 18-5
- Rosja -  Ukraina 10-16
- Rosja -  Iran 15-11
- Rosja -  Uzbekistan 20-7
- Ukraina -  Iran 18-11
- Ukraina -  Uzbekistan 11-16
- Iran -  Uzbekistan 14-14

### Klasyfikacja indywidualna
| Waga   |                  |                   |                   | 4                | 5                  | 6                      |
| ------ | ---------------- | ----------------- | ----------------- | ---------------- | ------------------ | ---------------------- |
| 55 kg  | Stephen Abas     | Magomed Djukkaev  | Adhamjon Ochilov  | Jurij Hołub      | Luis Ibáñez        | Mohammad Rezaji        |
| 60 kg  | Yandro Quintana  | Artysh Tambulak   | Behnam Tajjebi    | Dilshod Mansurov | Wiktor Biłokopytny | Mike Zadick            |
| 66 kg  | Andrij Stadnik   | Hasan Tahmasebi   | Jared Lawrence    | Serguei Rondon   | Ajan-ooł Ondar     | Damir Zachartdinow     |
| 74 kg  | Iván Fundora     | Artur Skodtaev    | Joe Williams      | Hadi Habibi      | Sosłan Tigijew     | Wołodymyr Syrotyn      |
| 84 kg  | Yoel Romero      | Gieorgij Kietojew | Ferejdun Ghanbari | Alik Muzajew     | Lee Fullhart       | Magomedali Gadshilalov |
| 96 kg  | Wasyl Teśmynecki | Daniel Cormier    | Chietag Gaziumow  | Hadi Puralidżan  | Michel Batista     | Rusłan Chinczagow      |
| 120 kg | Alexis Rodríguez | Iwan Iszczenko    | Tolly Thompson    | Fardin Masumi    | Mansur Mirzaev     | Aleksiej Woronin       |